# Etnoecologia
Etnoecologia é o estudo científico de como diferentes grupos de pessoas que vivem em diferentes locais entendem os ecossistemas ao seu redor e suas relações com os ambientes circundantes.
Ele busca uma compreensão válida e confiável de como nós, como humanos, interagimos com o meio ambiente e como essas relações intrincadas foram sustentadas ao longo do tempo.
O prefixo "etno" (ver etnologia) em etnoecologia indica um estudo localizado de um povo e, em conjunto com a ecologia, significa a compreensão das pessoas e a experiência dos ambientes ao seu redor. Ecologia é o estudo das interações entre os organismos vivos e seu ambiente; a etnoecologia aplica uma abordagem focada no ser humano para este assunto. O desenvolvimento do campo reside na aplicação do conhecimento indígena da botânica e colocá-lo em um contexto global.

## Princípios
A etnociência enfatiza a importância de como as sociedades dão sentido à sua própria realidade. Para entender como as culturas percebem o mundo ao seu redor, como a classificação e organização do ambiente, a etnoecologia empresta métodos da linguística e da antropologia cultural. A etnoecologia é uma parte importante do kit de ferramentas de um antropólogo; ajuda os pesquisadores a compreender como a sociedade conceitua o meio ambiente e que pode determinar o que a sociedade considera "digno de atenção" em seu sistema ecológico. Essas informações podem ser úteis para outras abordagens usadas na antropologia ambiental.
A etnoecologia é um campo da antropologia ambiental e derivou muitas de suas características de teóricos clássicos e também mais modernos. Franz Boas foi um dos primeiros antropólogos a questionar a evolução unilinear, a crença de que todas as sociedades seguem o mesmo caminho inevitável em direção à civilização ocidental. Boas exortou fortemente os antropólogos a reunir dados etnográficos detalhados de um ponto de vista êmico, a fim de compreender as diferentes culturas. Julian Steward foi outro antropólogo cujas idéias e teorias influenciaram o uso da etnoecologia. Steward cunhou o termo ecologia cultural, o estudo das adaptações humanas aos ambientes sociais e físicos, e focado em como os caminhos evolutivos em sociedades semelhantes resultam em diferentes trajetórias em vez das clássicas tendências globais de evolução. Esta nova perspectiva sobre a evolução cultural foi posteriormente denominada evolução multilinear. Tanto Boas quanto Steward acreditavam que um pesquisador deve usar um ponto de vista êmico e que a adaptação cultural a um ambiente não é a mesma para cada sociedade. Além disso, a ecologia cultural de Steward fornece um importante antecedente teórico para a etnoecologia. Outro contribuinte para a estrutura da etnoecologia foi o antropólogo Leslie White. White enfatizou a interpretação das culturas como sistemas e lançou as bases para interpretar a interseção dos sistemas culturais com os ecossistemas, bem como sua integração em um todo coerente. Juntos, esses antropólogos estabeleceram os fundamentos da etnoecologia que vemos hoje.